# El sueño de Alejandría
El sueño de Alejandría es una novela histórica de Terenci Moix, publicada en 1988. La acción se inicia cuando Octavio Augusto acaba de vencer a Marco Antonio y Cleopatra VII. Estos se han suicidado y sus hijos pequeños, Alejandro Helios y Cleopatra Selene II, son obligados a participar en Roma en la ceremonia del desfile triunfal que celebra la victoria, antes de ser entregados a Octavia la Menor, hermana del emperador, para su educación y romanización.
Octavia es un modelo de noble matrona romana, virtuosa y austera, y a pesar de haber sido repudiada por Marco Antonio, se ocupa bondadosamente de la educación de los hijos de su exmarido, habidos con su rival, Cleopatra. El destino de los niños resulta dispar, pues mientras Alejandro muere prematuramente, Cleopatra Selene es destinada a desposarse en el futuro con Juba II y a reinar en el Reino de Mauritania, un estado cliente de Roma.
Sin embargo, ninguno de estos ilustres personajes históricos resulta ser el protagonista de la novela, papel reservado para Fedro, humilde jardinero de Octavia, que posee una gran vena poética. Fedro está empeñado en una intensa búsqueda espiritual que sólo puede realizarse en el final de la novela y en Alejandría, ciudad que se erige como la personificación última del ideal soñado. Así, la novela incide en el tema, tan caro al autor, de la búsqueda iniciática.